# Joseph de Puisaye
Pour les articles homonymes, voir Puisaye.
Joseph-Geneviève, comte de Puisaye, né à Mortagne-au-Perche le 6 mars 1755, mort à Hammersmith, près de Londres le 13 septembre 1827, est un militaire et un homme politique français qui a pris part à la Révolution française, d'abord comme partisan de la monarchie constitutionnelle, puis, après la chute de Louis XVI, comme chef de la Chouannerie en Bretagne.
Militaire, il entame une carrière politique en siégeant aux États généraux, où il se montre partisan des idées nouvelles de la Révolution française. Admirateur de la monarchie parlementaire britannique, il se montre favorable à l'instauration d'une monarchie constitutionnelle.
Il reprend les armes lors de la Terreur, et prend le parti de la Gironde. Second de Wimpffen, il commande les troupes fédéralistes de Normandie et de Bretagne mais est battu par les armées de la Montagne à la bataille de Brécourt.
Entré en clandestinité, il gagne la Bretagne et rallie les Chouans. Son activité importante lui permet d'être reconnu lieutenant-général dans l'armée britannique et dans l'armée catholique et royale de Bretagne dont il reçoit le commandement en chef. 
En 1795, Puisaye est à l'origine de l'expédition de Quiberon visant à débarquer une armée d'émigrés et des troupes britanniques en Bretagne. Mais la déroute de cette expédition face aux armées républicaines de Hoche et sa fuite lors de l'affrontement mettent à mal son autorité. Il finit par perdre tout crédit à la suite de la pacification de 1796 et gagne le Canada, puis l'Angleterre où il s'établit. Il met fin à ses activités politiques et militaires et est naturalisé britannique. Il ne rentra jamais en France et meurt en Angleterre en 1827.

## Jeunesse

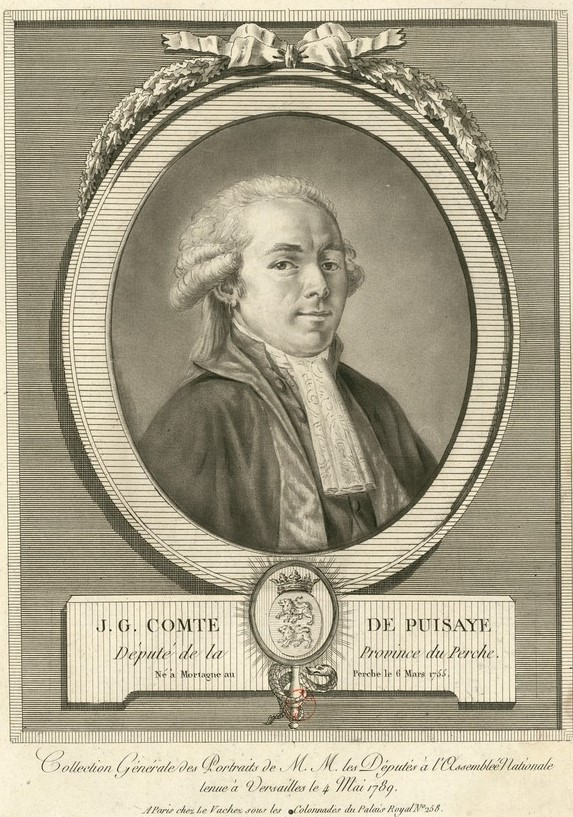
Portrait de Joseph de Puisaye, député à l'Assemblée nationale constituante (1789)Assemblée nationale, 1789.

Il est le quatrième fils d'André Louis Charles de la Coudrelle (+ 1783), premier marquis de Puisaye, chevalier de Saint-Louis, gouverneur de la ville de Mortagne-au-Perche, et de Marthe Françoise Biberon de Cormery. Comme beaucoup de cadets de familles nobles, il est destiné à entrer dans les ordres : on le tonsure à l'âge de 7 ans. Grâce à l'appui de son aieule maternelle (Marthe Subtil veuve Claude François Biberon de Cormery), il peut embrasser une carrière militaire. Antoine Charles André René de Puisaye est son frère aîné.
En 1783, il achète une charge de colonel des Cent-Suisses de la Maison du Roi. En 1788, il épouse Louise Le Sesne (1771-1795), héritière du marquis de Ménilles, propriétaire du château de Ménilles à proximité de Pacy-sur-Eure, dont il aura une fille unique, Joséphine, décédée à l'âge de 17 ans. Ses attaches avec sa région natale demeurent pourtant fortes puisqu’en 1789, il est élu député de la noblesse du Perche aux États généraux. 
Il se range du côté de la minorité de cet ordre et se réunit au tiers état en juin 1789 ; dans l'ensemble, il intervient peu à l’Assemblée nationale. Il proteste pourtant le 24 juin 1790 contre l’abolition de la noblesse. 
Promu en 1791 maréchal de camp, il se retire après la fin de l'Assemblée constituante dans sa terre de Ménilles. Il est élu à la tête de la garde nationale du district d’Évreux.

## Du fédéralisme à la contre-révolution
Quoique grand admirateur de la constitution britannique et favorable aux réformes, il devient un opposant résolu au régime républicain établi en septembre 1792, surtout en raison du procès et de l'exécution de Louis XVI. 
En juin 1793, il rejoint l’opposition girondine et reçoit, conjointement avec Wimpffen, le commandement de l’armée fédéraliste de Normandie.
Ses troupes sont mises en déroute en juillet, lors de la bataille de Brécourt, dite « bataille sans larmes », car, en réalité, il n'y a pas eu d’affrontement… Puisaye avait passé la nuit dans son château de Ménilles, où se trouvait son épouse, laissant son armée campée non loin de là, sur le plateau de Madrie, à proximité du château de Brécourt. Les troupes fédéralistes, assez peu motivées, et sans doute embrumées par les vapeurs des libations qu’elles avaient faites durant la nuit grâce aux caves du château et à celles du village voisin, furent réveillées en sursaut à l’aube par un coup de canon tiré par le camp opposé… Cela suffit à provoquer une panique, une retraite précipitée et une débâcle générale…
Puisaye entre alors dans la clandestinité. Il gagne la Bretagne, où il rallie et réorganise dans le département d’Ille-et-Vilaine les débris de la chouannerie. Il se montre très actif, se mettant en rapport avec d’autres chefs, créant un conseil militaire, émettant un papier-monnaie, envoyant des émissaires à Londres, d’où il finit par recevoir des pouvoirs du comte d'Artois et des secours en argent et en armes du gouvernement britannique. Redoublant d’efforts pour devenir le fédérateur du mouvement royaliste de Bretagne, il multiplie les proclamations, et, bien qu’il ne soit pas reconnu par la totalité des chefs chouans, finit par apparaître comme l’âme du parti royaliste dans ce pays.

## L’expédition de Quiberon
Au mois de septembre 1794, le comte de Puisaye passe secrètement en Angleterre, où il est accueilli de façon réservée. Les émigrés le considèrent volontiers, en effet, comme un ami de circonstance, voire un agent de la Convention. Il se lie pourtant avec le comte de Botherel et avec Monseigneur La Marche, évêque de Saint-Pol-de-Léon. Il finit par obtenir du comte d’Artois (futur Charles X), alors à Édimbourg, des pouvoirs quasi illimités, et gagne la confiance des ministres Pitt, William Windham (1750-1819), et Henry Dundas. Ces derniers finissent par lui confier la responsabilité d’une opération de débarquement sur les côtes de Bretagne, conjointement avec Louis Charles d'Hervilly. Ce dernier avait reçu le commandement des régiments d’émigrés, tandis que Puisaye, pourvu du titre de lieutenant général, avait pleine autorité sur les royalistes de l’intérieur en Bretagne et en Normandie.
Amenées par une flotte de trois vaisseaux de ligne, six frégates et quelques canonnières, escortant 97 bateaux de transport, l’armée des émigrés débarque à Carnac à partir du 25 juin 1795.

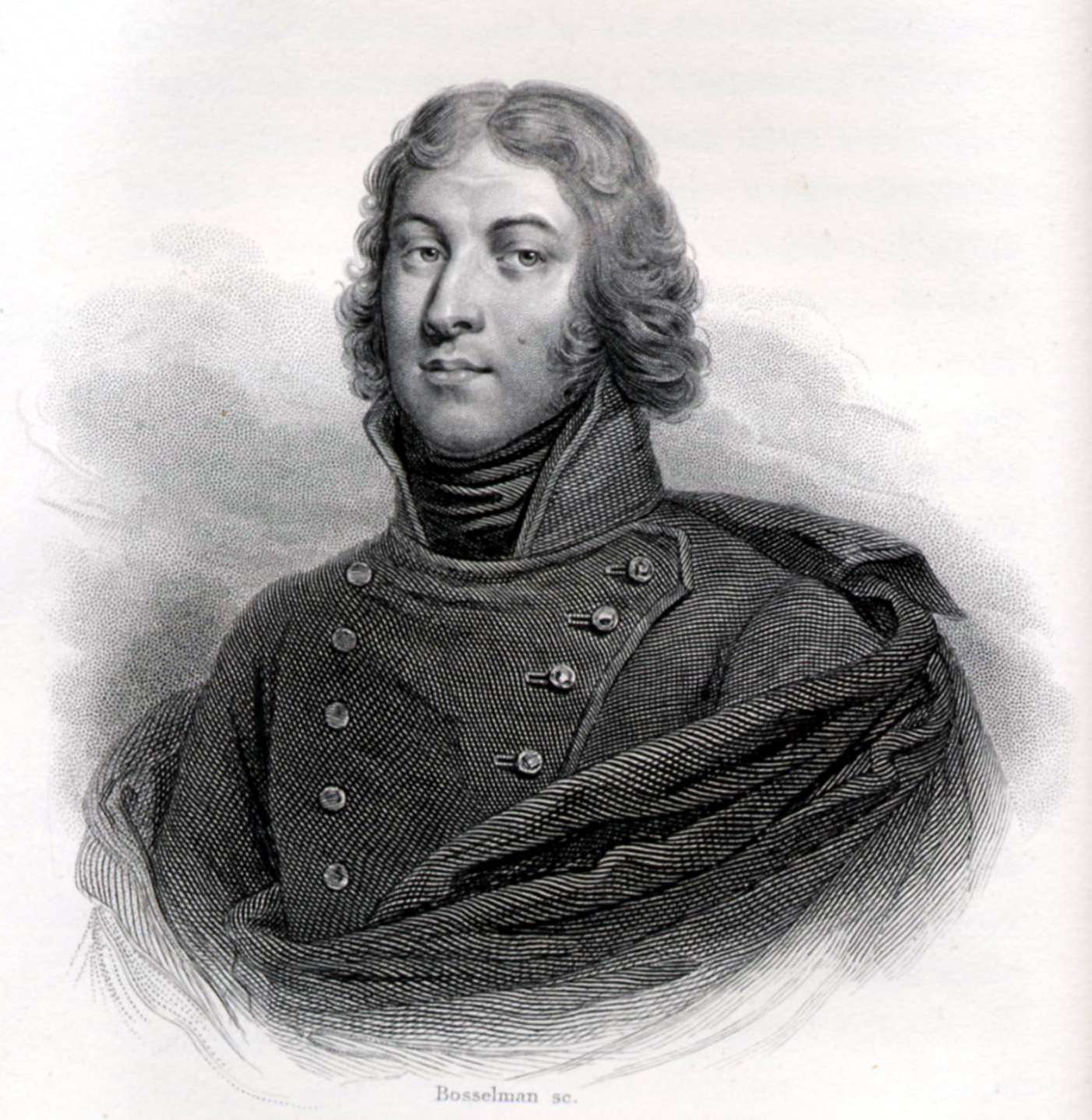
Le général Lazare Hoche, vainqueur de Quiberon.

Le plan de Puisaye consistait à marcher aussitôt après le débarquement dans l’intérieur de la Bretagne pour généraliser l’insurrection. D’Hervilly, au contraire, hésite : il se confine dans la presqu’île en attendant le renfort de la division du comte de Sombreuil, partie de Hollande et qui ne parviendra à Quiberon que le 16 juillet 1795 après la défaite royaliste de la Bataille de Plouharnel. Le général Lazare Hoche avait profité de la division entre les chefs royalistes et de la débandade des chouans pour occuper le terrain et s’emparer du fort Penthièvre, qui commandait l’entrée de la presqu’île où s'étaient repliés les émigrés. C'est ainsi qu'il a achevé victorieusement le combat contre un adversaire mal organisé.
Le comte de Puisaye, après la défaite définitive de la Bataille de Plouharnel et l'élimination du comte d'Hervilly, grièvement blessé lors des combats, décide de confier le commandement au comte de Sombreuil. Ce dernier fait débarquer sa division pour assumer la défense des royalistes et des chouans bloqués sur la presqu'île, victimes de la mitraille républicaine du fort de Penthièvre. Un certain nombre de ces royalistes parvient à rembarquer sur les vaisseaux britanniques en même temps que le comte de Puisaye. Mais, menacés par les canons républicains, les Britanniques quittent définitivement la baie de Quiberon en laissant les émigrés à leur malheureux sort.
Les combattants de la division de Sombreuil font preuve de courage face à leurs adversaires, mais doivent se rendre en raison du manque total de munitions et surtout, à défaut de toute artillerie. Le général Hoche et le comte de Sombreuil étaient convenus que les prisonniers auraient la vie sauve : cette convention n'a pas été respectée par les commissaires de la Révolution.
Les instructions de la Convention, relayées par les commissaires de la République, Claude Blad et Tallien, étaient sans appel. Les femmes et les enfants sont remis en liberté, mais 757 condamnations à mort sont prononcées (un peu plus de 600 émigrés et une centaine de Chouans) ; quelques rares condamnés parviennent à s’échapper avant l’exécution (entre six et trente hommes, suivant les sources).
S’étant fait débarquer de nouveau en Bretagne dans des circonstances peu favorables, le comte de Puisaye échoue dans sa tentative de fédérer les forces royalistes. Sa morgue et sa hauteur le rendent impopulaire, d’autant qu’il est en butte aux critiques des proches de Cadoudal. Désavoué par le comte d'Artois, dont il avait annoncé prématurément la venue en Vendée, il résilie son commandement le 5 décembre 1797.

## Un réprouvé

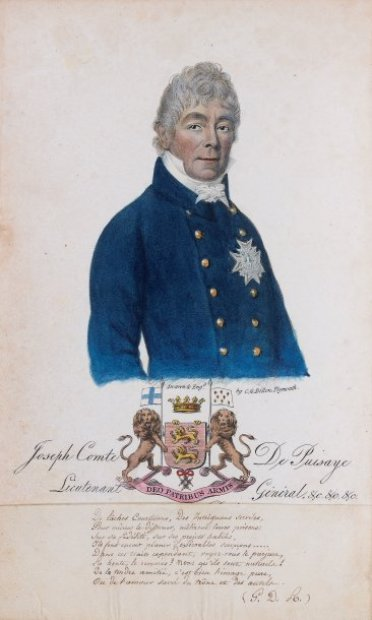
Joseph de Puisaye, lieutenant-général.

Il repasse alors à Londres, obtient du gouvernement britannique en août 1798 une concession dans le comté de York, au Canada, assortie de quelques subsides. Suivi de quelques officiers et soldats lui étant restés fidèles, il tente d’y implanter une colonie chouanne. C'est un échec, et Puisaye s’installe à Niagara avant de revenir en Angleterre en 1803. 
À Londres, il doit faire face à l’hostilité des émigrés et des princes (le comte d’Artois notamment). Ils se montrent en effet dubitatifs quant à la sincérité de son royalisme ; ils contestent ses capacités militaires, et ne sont pas loin de le considérer comme un instrument du gouvernement britannique, d’autant qu’il avait obtenu la nationalité britannique en 1802. Puisaye irrite davantage en publiant ses Mémoires en six volumes, plaidoyer pro domo, vivement contesté par ses adversaires.
Puisaye ne rentra pas en France après la Restauration, certainement en raison de l’hostilité de Louis XVIII, du futur Charles X et de la plupart des anciens émigrés. Il continua à vivre en Angleterre, où il recevait une pension substantielle du gouvernement britannique. Il mourut à Blythe-House près de Hammersmith.
Ses archives ont été léguées au British Museum.

## Regards contemporains
« M. de Puisaye avait des talents de cabinet et de l'éloquence, un bel organe, une taille remarquable ; il s'exprimait bien et avec facilité ; ses vues étaient grandes, et si, à ces qualités, il avait joint l'audace nécessaire à un chef de parti, il eût pu réunir la Bretagne entière sous ses ordres ; mais dès la première affaire où il se trouva, il donna lieu de suspecter son courage ; en présence de l'ennemi, il ne savait ordonner aucune disposition, en sorte qu'on pensa bientôt qu'il ne s'occupait que de sa sûreté personnelle. Ce défaut lui fit un tort capital dans l'esprit des officiers et des soldats, et fut la principale cause de la désunion qui régna jusqu'à la fin entre lui et plusieurs corps d'armée, qui ne reconnurent jamais son autorité. [...]
M. de Puisaye a été faussement accusé d'être l'homme de l'Angleterre ; il n'a travaillé que pour le parti du Roi et n'a employé son crédit que pour procurer aux Royalistes les secours dont ils avaient besoin. Sans la jalousie et les intrigues de quelques Émigrés, l'expédition de Quiberon eût eu un tout autre résultat ; et, si l'on avait suivi ses avis, la catastrophe finale n'aurait pas eu lieu. [...]
Le comte de Puisaye a été jugé bien sévèrement. Lorsqu'on apprit que le ministère anglais lui avait procuré un établissement très avantageux dans le Canada, on ne balança pas à croire qu'il eût été uniquement l'homme et l'agent de l'Angleterre et qu'il ne fut nullement dévoué au parti du Roi. Mais ceux qui ont vécu dans son intimité et ont été à même de le connaître ont toujours pensé qu'il avait agi loyalement ; c'était aussi l'opinion des officiers de Fougères et de Vitré. Il avait un mérite réel, des qualités supérieures pour le cabinet, mais il n'avait pas cette bravoure si nécessaire à un chef, surtout dans une guerre de partisans. Il paraît certain que c'est le seul reproche qu'il ait justement mérité,. »

— Mémoires de Toussaint du Breil de Pontbriand.